# Korespondencja z ojcem
Korespondencja z ojcem – kwartalnik literacki, obejmujący zakresem publikacji tematykę literatury, filozofii i antropologii sztuki.
Początkowo dostępny i kolportowany jedynie na terenie sopockiej kawiarni literackiej Józef K., od 2007 roku dostępny w całym kraju w sieci salonów EMPiK, w wybranych księgarniach oraz w prenumeracie. 
Korespondencja z ojcem podejmuje tematykę z dziedziny filozofii, literatury oraz przedstawia i komentuje idee prezentowane w historii myśli. Pismo nie zawiera reklam.